# Denis Largentier
Denis Largentier est un théologien de l'Université de Paris, moine de Clairvaux, puis procureur général de l'Ordre cistercien. Il promeut la réforme de la Stricte observance.

## Historique
Denis Largentier est né le (14 septembre 1557.
Dès 1615 il introduit à l'abbaye de Clairvaux la réforme initiée à la Charmoye et à Châtillon depuis 1598. Son exemple est bientôt suivi par plusieurs maisons-filles. Il encourage également la réforme menée dans le diocèse de Vannes avec l'accord de son abbé commendataire par Dom Bernard Carpentier, prieur de Notre Dame de Prières. 
Il meurt le 25 octobre 1624 au cours d'une visite régulière à l'abbaye d'Orval où il est inhumé à l'entrée du presbytère alors que son cœur est rapporté à Clairvaux et placé dans le cloître. Sa réputation s'accroît après sa mort et certains affirment qu'elle est attestée par des miracles.

## Filiation
Son neveu Claude (1584 -1653) fut également abbé de Clairvaux